# Theta Arae
Theta Arae is een superreus in het sterrenbeeld Altaar met de spectraalklasse B2 Ib. De ster is met meer dan zeventienduizend graden drie keer zo heet als de Zon en heeft een blauw-witte kleur.